# Карпине (Авелино)
Карпине је насеље у Италији у округу Авелино, региону Кампанија.
Према процени из 2011. у насељу је живело 86 становника. Насеље се налази на надморској висини од 410 м.